# Хус, Фред
Фред Хус (англ. Fred Hoos, 8 декабря 1953, Маракайбо, Венесуэла — 25 декабря 1983, Ванкувер, Канада) — канадский хоккеист (хоккей на траве), полевой игрок. Чемпион Панамериканских игр 1983 года.

## Биография
Фред Хус родился 8 декабря 1953 года в венесуэльском городе Маракайбо.
В 1976 году вошёл в состав сборной Канады по хоккею на траве на летних Олимпийских играх в Монреале, занявшей 10-е место. Играл в поле, провёл 5 матчей, забил 2 мяча (по одному в ворота сборных Аргентины и Бельгии).
В 1975 и 1979 годах в составе сборной Канады завоевал серебряные медали хоккейных турниров Панамериканских игр, в 1983 году — золотую медаль.
Выступал за сборную Канады в течение 10 лет, провёл более 100 матчей.
Умер 25 декабря 1983 года в Ванкувере после годичной борьбы с раком.